# Antonio Foti
Antonio Andonis Foti (griechisch Αντόνιο Αντώνης Φώτη; bulgarisch Антонио Антоний Фоти; * 3. November 2003 in Warna, Bulgarien) ist ein zyprisch-bulgarischer Fußballspieler. Der zentrale Mittelfeldspieler steht bei Borussia Dortmund unter Vertrag. Er ist zypriotischer Juniorennationalspieler.

## Karriere

### Verein
Foti spielte bis zu seinem 14. Lebensjahr in seiner bulgarischen Geburtsstadt bei Tscherno More Warna. Anschließend wechselte er nach Zypern zu Omonia Nikosia. Nach drei Monaten als Leihspieler bei PO Ormidias wurde er zum Jahresbeginn 2020 vom deutschen Bundesligisten Eintracht Frankfurt verpflichtet. Dort durchlief der Mittelfeldspieler die U17 und U19 und nahm in der Vorbereitung zur Saison 2021/22 erstmals am Profitraining teil. Im Januar 2022 unterschrieb er seinen ersten Profivertrag bei der Eintracht. Im Sommer 2022 verlängerte er seinen Vertrag in Frankfurt vorzeitig bis 2026 und wurde für zwei Spielzeiten an den Zweitligisten Hannover 96 verliehen. Dort kam Foti in der ersten Pokalrunde gegen den TSV Schott Mainz zu seinem Pflichtspieldebüt. Zwei Wochen später wurde er gegen den SSV Jahn Regensburg auch erstmals in der 2. Bundesliga eingewechselt und erzwang mit einem Abschluss ein Eigentor zum 1:0-Heimsieg.
Zur Saison 2024/25 kehrte Foti nicht mehr nach Frankfurt zurück, sondern wechselte in die 3. Liga zur zweiten Mannschaft von Borussia Dortmund. Er unterschrieb einen Vertrag bis zum 30. Juni 2026.

### Nationalmannschaft
Foti absolvierte im September 2018 ein Länderspiel für die zyprische U16-Auswahl und erzielte beim 2:3 gegen Deutschland einen Treffer. Im Oktober 2019 folgten drei Einsätze für die U17 in der EM-Qualifikation. Im September 2021 debütierte der Mittelfeldspieler in der U19, für die er es auf bislang sieben Spiele brachte.

## Titel
- Meister der Regionalliga Nord: 2024